# Акира (манга)
Акира (јап. アキラ) је манга коју је написао и илустровао Кацухиро Отомо. Серијализовала се од 1982. до 1990. године у Коданшиној манга ревији Young Magazine, са укупно 120 поглавља подељених у шест танкобона.
У Србији, издавачка кућа Маркетпринт је у периоду од 2002. до 2005. године превела сва поглавља, и распоредила их у 40 свезака. Ово је прва манга која је преведена на српски језик, и то у целости.
Манга је 1988. године адаптирана у аниме филм који је доживео велики успех и данас се сматра за један од најбољих научнофантастичних анимираних филмова.

## Радња
Радња се одвија у постапокалиптичном граду Нео-Токио, две деценије након што је мистериозна експлозија уништила град, и прати тинејџера и вођу бајкерске банде Шотара Канеду; као и девојку звану Кеј, троје еспера и поручника Шикишиму. Иако наизглед неповезани, имају исти циљ: да зауставе Шотаровог пријатеља Тецуа Шиму који поседује тајанствену и деструктвину моћ звану „Акира”.

## Развој
Отомо је испрва био превише заузет да ради на новој манги. Прво је довршио Kanojo no Omoide… (1980) и Farewell to Weapons (1981), па предложио Акиру својим уредницима. Међутим, мислио је да ће Акира бити кратка прича и да неће имати нарочити успех.
Отомов научнофантастични и неконвенционални стил присутан је и у његовим претходним делима, као што су Fireball из 1979. (које је имало сличну тематику као Акира), и касније Domu (1980). Био је приморан да раније заврши Fireball, због чега је, како наводи „написао Акиру из фрустрације”. Није желео да Акира има исту судбину, те је унапред смислио целу причу, за коју је мислио да ће моћи да доврши у року од шест месеци. Међутим, као и са Domu, свако мало је додавао нове идеје, што је онда довело до нових проблема и растегло причу.
Велика инспирација за Акиру била је манга Tetsujin 28-go, аутора Мицутеруа Јокојаме. Отомо је рекао да је суштина Акире „прича о деструктивном оружју насталом за време рата, које је нађено за време мира… слично као у Tetsujin 28-go”. Мангом је такође желео да прикаже каснији Шова период, као и припреме за Олимпијске игре, економски раст, и студентске протесте из шездесетих. Желео је да прича почне из „средине”. Такође је навео Star Wars као инспирацију.
Лик Акире инспирисан је Шорјуом из Тезукиног филма Саијуки. Одлучио је да га назове Акира јер, док је радио на филму Jiyū wo Warera ni, често би чуо како неко дозива једног радника који се звао Акира. Један од најпознатијих јапанских филмских редитеља се такође зове Акира (Куросава), и та „разлика у позицијама” му је била занимљива, па је одлучио да убаци име у следећу мангу. Имена за Канеду, Тецуа и еспере позајмио је од Tetsujin 28-go−а. Канедин мотор није базиран на специфичном моделу, па је Отомо често мењао дизајн. Лик Чијоко је испрва требало да буде старац, али је Отомо одлучио да је то превише типично, те је променио пол лика и касније му повећао улогу у причи.

## Франшиза

### Манга
Мангу Акира написао је и илустровао Кацухиро Отомо. Објављивала се од 6. децембра 1982. до 11. јуна 1990. године у Коданшиној манга ревији Young Magazine. Манга се није објављивала од 20. априла 1987. до 21. новембра 1988. године јер је Отомо радио на филмској адаптацији манге. Манга има укупно 120 поглавља, подељених у шест танкобона. Први танкобон изашао је 14. септембра 1984., а последњи 15. марта 1993. године.
У Србији, издавачка кућа Маркетпринт је у периоду од 2002. до 2005. превела сва поглавља и распоредила их у 40 мањих свезака, са западњаким форматом читања (лево-на-десно). Ово је прва манга преведена на српски језик, и то у целости.
Сцене из анимираног филма објављене су и у виду манге, са поглављима подељеним у пет томова. Први том изашао је 29. августа, а последњи 6. децембра 1988. године.

### Аниме

#### Филм
Акира је адаптиран у анимирани филм. Отомо испрва није био заинтересован, али је касније дозволио да му рад буде адаптиран под условом да он има потпуну креативну контролу над продукцијом. Филм је објављен 16. јула 1988. у Јапану, али је тек 1992. (када је објављено кућно издање) постао интернационални хит, данас сматран једним од најбољих анимираних филмова у жанру научне фантастике.

#### Серија
Јануара 2016. године објављено је да је планирана аниме адаптација манге. На конвенцији Аниме Експо 2019. године, Отомо је потврдио да ће радити са компанијом Sunrise на адаптацији.

### Играни филм
Компанија Warner Bros. је 2002. године најавила да ће адаптирати Акиру у играни филм. Убрзо су настале компликације, и смењено је најмање пет режисера и десет сценариста. Отомо је дозволио да Акира буде адаптиран у играни филм, давајући чак креативну слободу корпорацији. Међутим, многи фанови се брину да ће америчка компанија променити расу ликова и локацију радње померити из Јапана.
Филм је потом био планиран за 2021. годину, са Тајком Вајтитијем као режисером, али је датум опет померен јер је Вајтити радио на Тор: Љубав и гром. Вајтитијев колега Џејмс Ган је у интервјуу из 2019. године рекао да је филм „пропао”. Међутим, Вајтити је касније рекао да не одустаје од Акире.

### Видео игрице
Анимирани филм је 24. децембра 1988. године добио додатак у облику истоимене видео игрице коју су произвеле компаније ТОСЕ и Таито. Добила је просечан пријем.
Компанија Black Pearl Studios је у периоду од 1993. до 1995. године радила на игрици базираној на манги. Игрица је требало да буде за конзоле Super NES, Game Boy, Game Gear, Sega Genesis, и Sega CD, али никада није довршена.
Бритнаска компанија је 1994. године прозивела Акира игрицу за конзолу Amiga CD32 и била је веома неуспешна.
Компаније KAZe и Bandai су 21. фебруара 2001. године објавиле Akira Psycho Ball, игрицу за PlayStation 2 која је у суштини дигитални флипер. Добила је позитиван пријем.

## Пријем

### Зарада и награде
Први танкобон манге, за који се веровало да ће бити продат у 30.000 примерака, је у року од две недеље продат у скоро 300.000 примерака због чега се нашао на списку бестселера. До 1988. године, четири тома манге продата су у око 500.000 примерака, односно укупно у два милиона. Манга је преведена на енглески (1988), шпански (1990), француски (1991), италијански (1991), немачки, шведски, корејски, мандарински (Тајван), индонежански, португалски (Бразил), српски и многе друге језике. Закључно са 2000. годином, продата је у преко седам милиона копија. Године 2020. Акира је постала прва Коданшина манга која је сто пута репринтована. Укупна зарада је око 141 милиона долара.
Weekly Young Magazine, манга ревија у којој се Акира објављивала, је имала повећан број продатих копија часописа са недељних милион (1986) на 1,5 милиона (1990). Укупна зарада за 120 издања у коме се објављивала манга износи око 170—250 милиона долара.
Манга је освојила многе награде као што је Коданшина награда за најбољу мангу у општој категорији (1984), британску награду Eagle (1990), награду Харви за најбоље америчко издање иностраног штива (1993) и две Ајзнерове награде (2002. и 2018). Такође је 2002. године номинована за још једну награду Харви.

### Рецензије
Сматра се да је Акира манга која је упознала западњачку публику са светом јапанског стрипа и анимације. Нахо Јамада из Коданшиног америчког парњака је рекла за Акиру да је „увела нову динамику у свет стрипа, како јапанског тако и америчког и европског. Оборила је све границе”. Такође је написала да је „Отомо узео фрустрацију своје генерације и претворио је у епску причу која је, како Јапанци само умеју, представљена на визуелно спектакуларан начин”. У исечку из Коданшиног стрип-водича наведено је да је француски превод Акире „покренуо јапанску инвазију”. Свет Акире, заједно са Blade Runner-ом, утицао је на многе манге из деведесетих као што су Ghost in the Shell и Armitage III. Мет Шлеј (The Japan Times) је у својој рецензији написао: „Акира је за многе читаоце октровење. Сваки панел је препун детаља; и Отомо, који је велики љубитељ филмова, не даје моменат да дођемо к себи.” Сузан Напијер је у својој књизи The Fantastic in Japanese Literature написала да је манга хаотична, али одлична. Акира је учврстио Отомову репутацију, а анимирани филм му је омогућио да се посвети филмској каријери.
Кетрин Дејси (MangaBookshelf) је рекла за Акиру да је једна од најбољих научнофантастичних манги, уз коментар да ју је изненадило што је прича још боље приказана у виду стрипа, рекавши да је стрип као медијум „интимнији” и да „чини сцене борби динамичнијим, и град још више клаустрофобичним”. Такође је рекла да су Тецуо и Канеда приказани као прави тинејџери у стрипу, а не као у филму где су генерични акциони протагонисти. За цртеж је рекла да је одличан, али да је помало застарео, за разлику од приче.
Марк Пелегрини (AIPT Comics) је у својим рецензијама за прва три тома похвалио Отомов цртеж, рекавши да је „једноставан, али динамичан. Такође крвав, али с разлогом; не ослањана се на шок фактор”. Пелегрини је поредио мангу са анимираним филмом, рекавши да је „боља, ако не и једнако добра”. Такође је рекао да је крај боље урађен у манги, односно да није збрзан као у филму. Међутим, не свиђа му се што су еспери тако брзо погинули у манги.
Остин Прајс, Линзи Ловриџ, Ејми Макнулти и Ребека Силверман из Anime News Network-а су написали рецензије за мангу, односно за специјалну колекцију коју је америчка Коданша објавила у част 35-годишњице серијала. Прајс и Ловриџ су дали манги одличну оцену; Прајс је у уводу написао: "не могу вам дочарати колико је Акира невероватна манга, " а Ловриџова: „Акира је предивно нацртана научнофанстична-акциона прича која приказује страх од нуклерне експлозије, скривање државних тајни од остатка света и јаз између генерација.” Такође је написала да су поуке из Акире још увек релевантне. Ејми Макнулти је дала манги три и по од пет звездица. Похвалила је Отомов цртеж, док је за причу написала да је напета, али да су пријатељства између ликова слабо разрађена. Такође је рекла да се манга увелико ослања на научнофантастику, дистопију и натприродне елементе, те да се вероватно неће свидети људима који нису фанови тих жанрова. Додуше, свакако је препоручила мангу. Ребека Силверман је манги дала три звездице, рекавши да разуме зашто је била револуционарна осамдесетих година, али да данас постоји безброј прича са сличном тематиком. Такође је рекла да је цртеж одличан, али помало застарео, и препоручила мангу свим фановима јапанског стрипа.

## Утицај
Акира је имала велики утицај на жанр сајберпанка, стварајући такозвани „јапански сајберпанк”. Настала је пре Неуромансера, романа који се сматра једним од првих примера тог жанра. Утицала је на многе манге као што су Ghost in the Shell, Battle Angel Alita, Cowboy Bebop, и Serial Experiments Lain. Познате мангаке Тецуо Хара (Fist of the North Star), Тору Фуџисава (Great Teacher Onizuka) и Масаши Кишимото (Наруто) су навеле Акиру као велику инспирацију.
Рајан Хамфри је направио стрип под називом Барткира у коме су бројни уметници прекопирали панеле из оригиналне манге у стилу Симпсонова, где ликови из цртаћа тумаче ликове из Акире.
Град у игрици Last Resort је инспирисан Нео-Токијом из анимираног филма. Игрица Half-Life, и њен наставак Half-Life 2, садрже елементе из серијала, поготово у дизајну нивоа и света. Ликови Кусанаги и К9999 из игрице The King of Fighters 2002 имају уводне анимације које су увелико инспирисане Акиром. Канедин мотор се појављује у игрици Cyberpunk 2077.
Један од бродова у филму Star Trek: First Contact се зове „Класа Акира”. Једна од последњих сцена из филма Dark City је сличан последњим панелима из манге. Режисер филма Chronicle (2012) је навео Акиру као велику инспирацију.
Репер Канје Вест је у музичком споту за песму Stronger користио сцене из анимираног филма. Слично је урадила група М83 у својим песмама Midnight City, Reunion и Wait. Музички албум Tetsuo & Youth репера Лупеа Фијаска је делимично инспирисан ликом Тецуа Шиме из Акире.